# Wohn- und Wirtschaftsgebäude Lindenstraße 6
Das Wohn- und Wirtschaftsgebäude Lindenstraße 6, das Löfflersche Niedersachsenhaus, am südwestlichen Ortsrand in der niedersächsischen Gemeinde Hagen im Bremischen, Ortsteil Wulsbüttel, im Landkreis Cuxhaven, stammt aus der zweiten Hälfte des 17. Jahrhunderts.
Aktuell (2024) wird es als Wohnhaus und gewerblich (Schlosserei) genutzt.
Das Gebäude steht unter Denkmalschutz (siehe auch Liste der Baudenkmale in Hagen im Bremischen).

## Beschreibung
Das eingeschossige giebelständige Gebäude als Zweiständer-Hallenhaus in Fachwerk mit Steinausfachungen, Wohngiebel teilweise mit Lehmausfachungen, mit reetgedecktem Krüppelwalmdach als Niedersachsengiebel mit Uhlenloch bzw. Walmdach im Wohngiebel, sowie der rundbogigen Grooten Door, wurde um 1673 (Inschrift) für den damaligen Wulsbütteler Pfarrer Bernhard Martinius gebaut. Der südliche Wohngiebel kragt auf gekehlten Knaggen vor, der nördliche Wirtschaftsgiebel über geschnitzte Knaggen.
Das Landesdenkmalamt befand u. a.: „…  eines der ältesten Hallenhäuser des Landkreises …“